# Регистарске ознаке у Мађарској
Регистарске ознаке у Мађарској обично се састоје од седам знакова на белој позадини са црним словима. Најновије таблице су уведене 1. јула 2022. године. Стандардне регистарске таблице за приватна возила носе четири слова и три броја, одвојене грбом између слова и цртицом испред бројева. Комбинација нема везе са географском локацијом. Са леве стране се налази слово H, које стоји за Мађарску на енглеском језику (Hungary). Пре 1. јула 2022. године, таблице су се састојале од шест знакова и без грба. На месту грба је стајала цртица.

## Тренутни систем
Мађарска је 2012. желела да замени регистарске таблице новим системом који би указивао на географску област на којој је аутомобил регистрован.  Идеја о овом новом систему је одбачена.  У мају 2021. почеле су гласине о систему који би се састојао од четири слова и три броја и који би био уведен 2022. 1. јула 2022. године овај систем је званично уведен. 
Влада је 1. јуна 2021. године објавила нову Уредбу. Ово одређује нови формат који је уведен 1. јула 2022. Обичне таблице ће се састојати од четири слова и три броја, а користиће и нови тип фонта. На табли ће се налазити мађарски грб након прва два слова. Зелене и сиве таблице ће бити доступне, баш као и у претходном систему. Неке посебне врсте плоча су престале да постоје и замењене су општом „I“ плочом. Такође, постоји неколико типова са посебним префиксима: TX - Такси, RA (rendőrség) - Полиција, HA (madsereg) - Војска, MA (mentőautó) - Хитна помоћ, NA (Nemzeti Adó- és Vámhivatal) – Национална пореска и царинска управа.  

## Историја

### 1901–1958
Прве регистарске таблице подељене су 1901. године, када је Мађарска била део Аустроугарске. Ово је садржало само бројеве и само неколико стотина возила је регистровано до 1910. године.  Године 1910. уведен је нови систем који је поделио земљу на 15 округа. Регионални кодови су пратили бројеви на таблицама. Због већег броја возила, од 1922. године на таблицама је поред регионалног кода писала и година издања. Исти регионални систем задржао се до 1933. године, иако је територија Мађарске значајно смањена након Тријанонског уговора.  1933. године регионални систем је промењен у формат два слова - три броја. Предње плоче су биле правоугаоне, задње плоче квадратног облика. Током и после Другог светског рата, формат је привремено промењен на једно слово - четири броја. Од 1948. враћена су претходна два слова - три броја. 

### 1958–1990 (Социјалистичко доба)
Од 1958. године грађанима је било дозвољено да купују возило за приватне сврхе, формат је промењен на два слова и четири броја, са кратким цртицама између њих. Слова су била у вези са типом/власником возила. Стандардне таблице су имале црна слова на белој позадини, комерцијална возила су имала беле знакове на црној позадини. Дипломатске таблице су имале плаву позадину. 

### 1990–2022 (Претходни систем)
У саобраћају 1990. године било је скоро 2 милиона аутомобила, што је захтевало увођење новог система. Претходни формат три слова - три броја уведен је 1990. године са мађарском заставом изнад 'H' на левој страни плоче, одвојеном црном вертикалном линијом. Ово је измењено када се Мађарска придружила Европској Унији 2004. године, где се H налазило на плавој позадини, изнад које су биле су се налазиле ЕУ звездице. 

## Галерија
- Од маја 2004. свака таблица садржи плаву позадину са звездицама на левој страни, уместо мађарске тробојке. [8]
- Налепнице за валидацију су коришћене на задњој плочи, испод и изнад цртице од 1999. године, али се више не користе од јануара 2016. [9]
- У случају евро таблица свако возило мора да има налепницу за валидацију у доњем десном углу ветробранског стакла. Садржи број таблице возила и бар код. Његова корисност је веома упитна. [10]